# Пютлинген
Пютлинген (на немски: Püttlingen, Piddlinge) е град в Саарланд, Германия, с 18 707 жители (към 31 декември 2014).